# Simon Allix
 (février 2016).
Si vous disposez d'ouvrages ou d'articles de référence ou si vous connaissez des sites web de qualité traitant du thème abordé ici, merci de compléter l'article en donnant les références utiles à sa vérifiabilité et en les liant à la section « Notes et références ».
Pour les articles homonymes, voir Allix.
Simon Allix, né le 16 août 1972, est un explorateur, réalisateur, graphiste, photographe, cartographe français, membre de la Société des explorateurs français.

## Biographie
Il est le fils de Jean-Pierre Allix, professeur de géographie, et Claude Berbottino-Allix, artiste sculptrice. Il est le benjamin d’une fratrie de trois garçons, après Stéphane Allix et Thomas Allix.
Son grand-père était architecte, son père professeur de géographie, grand voyageur et peintre, sa mère sculptrice. Il a passé son enfance dans la forêt de Fontainebleau. Il commence à parcourir le monde à 17 ans. Il finance ses voyages en travaillant à Paris comme graphiste dans des cabinets d’architecte, agences de pub, maisons d’édition ou magazines.
En 2004, il publie son premier recueil de dessins, photos et textes. Les carnets du Kailash est un ouvrage qui renouvelle le genre du carnet de voyage. Il se vend à plus de 20 000 exemplaires à travers le monde. 
La même année, il part au Tibet pour tourner son premier documentaire diffusé sur la chaîne Voyage. Il multiplie les tours du monde, signe la direction artistique de plusieurs livres d’explorateurs et enchaîne les films documentaires. 
En 2013, il présente une collection de 5 x 52 minutes sur France 5 et Voyage. Il y effectuait un tour du monde de 4 mois sur le paquebot Queen Elizabeth. Ses activités multiformes tournent autour des mêmes valeurs et une devise personnelle : « Tous les rêves sont à portée de main ».

## Expéditions
En 1995, son frère Thomas Allix et lui-même sont lauréats des Bourses de l’Aventure de la Mairie de Paris. Ils partent trois mois réaliser un reportage au cœur du Tibet avec pour sujet : Les Pèlerins du Mont Kailash. Au cours du voyage, les deux frères se retrouvent sans argent et doivent passer deux mois livrés à eux-mêmes.
En 1998, Stéphane Allix, Thomas Allix et Simon Allix partent en expédition dans le Corridor du Wakhan en Afghanistan pour un reportage sur cette terre. Au pied du glacier qui sépare le Pakistan du Corridor, les trois frères arrêtent l’expédition par sécurité.
En août 2000, Stéphane Allix crée l'antenne afghane de la Société des explorateurs français, sous la forme d'une ONG à Kaboul, en partenariat avec le Musée Guimet, la Société des explorateurs français et l’UNESCO. Les frères Allix s’implantent dans la capitale Afghane pour réaliser un inventaire du patrimoine archéologique après 20 ans de guerre. Simon Allix en est alors le directeur artistique. Fin février 2001, ils assistent aux manoeuvres diplomatiques occidentales qui conduisent au décret du Mollah Omar pour la destruction de l’art pré-islamique. Leurs travaux en sont affectés. Simon Allix est l'un des premiers témoins de la destruction des grands Bouddhas de Bâmiyân.
Le 10 avril 2001, Simon quitte Kaboul. Deux jours plus tard, son frère Thomas Allix, Vadim Schoffel et deux Afghans meurent dans un accident de voiture.
En 2004, Simon monte une expédition pour traverser la Route de la Soie de Pékin à Kashgar. Il souhaite rejoindre le Tibet, en traversant le Cachemire chinois - le Aksai Chin, une région sous tension géopolitique. À 100 km au sud de Kashgar, l’expédition est stoppée par les autorités chinoises. En accord avec Aric Mayer, le photographe de l’expédition, ils décident de se rendre dans le Pamir Chinois pour escalader les Kangour Shan, chaîne de montagne qui n’a pas été gravie depuis plus de 20 ans. Une chute de plus 20 mètres au pied du glacier force les deux alpinistes à mettre fin à l’ascension.

## Carnet de Voyage
À partir de 2002, à la suite du drame afghan, Simon décide de concrétiser sa passion du voyage et de l'image. Il publie un premier livre chez l’éditeur anglais Thames & Hudson, co-édité en langue française par les Editions Glénat et en allemand par Frederking & Thaler.
L’éditeur anglais Thames & Hudson permet à Simon de réaliser ce premier ouvrage en ouvrant la collection Graphic Novel. Il peut renouveler le genre du carnet de voyage en utilisant 12 couleurs supplémentaires - dont des encres argentées et fluorescentes - qui rappelle l’esprit des incunables.
En 2006, il se rapproche du cosmonaute Jean-Pierre Haigneré et lui propose un carnet de voyage dans l’espace. L'ouvrage Carnet de Bord d'un Cosmonaute voit le jour en 2007 aux éditions Flammarion.
En 2007, avec le réalisateur Jan Kounen et l’auteur Frédéric Beigbeder, il crée le manifeste 99f, le manuel d’utilisation de la société d’hyperconsomation, aux éditions Télémaque.
En 2008, alors que Simon conseille la FIDH sur les méthodes de communication, il imagine en partenariat avec Magnum Photos le projet de livre Libres & Egaux chez Flammarion. Pour ce livre, il part sur les 5 continents et réalise des portraits de grands défenseurs des droits humains. Le livre sortira en janvier 2009.

## Direction artistique
Il apprend en autodidacte le maniement des différents programmes de création graphique. Entre 1989 et 2000, il évolue, en tant que graphiste et directeur artistique, dans plusieurs agences de communication et dans le milieu de l’édition. À partir de 1995, il travaille également en agence d’architecture, d’urbanisme et de paysage.
Fin 2004, Simon rejoint l’agence Marie Louise au sein du groupe DDB Worldwide Paris comme directeur artistique. Il accompagne la nouvelle direction de l'agence et est chargé des projets éditoriaux hors média, et de la direction artistique des marques, comme Castorama, Rossignol ou Audi. En 2006, Simon décide de reprendre son indépendance.
En 2007, il crée avec trois associés l’agence de communication de luxe Paper & Skin.
Il signe la direction artistique d'ouvrages dédiés à l’aventure et à l’exploration, avec notamment Priscilla Telmon, Bernard Werber et Boris Cyrulnik… Il publie de nombreux articles, ses travaux photographiques et illustrations pour la presse. Il assure la direction artistique de films documentaires, et réalise un grand nombre de graphismes animés et de cartes géographiques pour des films du même genre.

## Films documentaires
En 2004, Simon monte une expédition avec Aric Mayer, et accompagnés d’un caméraman, traverse la Chine d'est en ouest, le long de la Route de la soie, puis escalade les Kangour Shan, dans le Pamir chinois. Le film Aux portes du Tibet, produit par Gédéon Programmes, voit le jour en 2009.
En 2010, avec Florence Tran, Simon décide de retourner au Mont Kailash, au Tibet, afin de tourner les images du film La Montagne magique, sur les chemins du Kailash. Ce film délivre un message sur la spiritualité et la résilience. Il sera diffusé sur les chaînes France 5 et Voyage. Il sera distribué à travers le monde et dans de nombreux festivals, où il remportera plusieurs prix.
En 2012, Simon est approché par la société de production Night and Day, pour incarner la série documentaire Les Aventures d’un Gentleman Voyageur.
En janvier 2013, il part pour un tour du monde à bord du MS Queen Elizabeth et réalise cinq films documentaires en s’associant avec Laurent Chalet et Jérôme Maison, qui ont notamment signés l’image du film La Marche de l'empereur. Ce voyage sera aussi l’occasion de la création d’un livre au titre apocryphe, aux éditions Arthaud.

## Œuvres

### Publications
- 2012 : Les aventures d’un gentleman voyageur, avec Alain Dayan, Editions Arthaud, Audemars Piguet, Montblanc, Cunard  (ISBN 9782081281981)
- 2009 : Libres & égaux, avec Jean-Luc Planche, Editions Flammarion, Magnum Photos, FIDH  (ISBN 2081213524)
- 2007 : 99f, le manuel d’utilisation de la société d’hyperconsommation, avec Jan Kounen, Frédéric Beigbeder, Jean-Luc Planche, Jean Dujardin, Thierry Gounaud, Beb-Deum, Nobrain, Joe la pompe, Éditions Télémaque, FIDH  (ISBN 275330050X)
- 2006 : Carnet de bord d’un cosmonaute, avec Jean-Pierre Haigneré, Claudie Haigneré, Jean-Loup Chrétien, CNES, ESA, NASA, Le Figaro, France Inter, Editions Flammarion  (ISBN 9782080114846)
- 2003 : The rivers of the Mandala, avec Benoit de Vilmorin, Éditions Thames & Hudson  (ISBN 0500284954)
- 2003 : Les carnets du Kailash, avec Benoit de Vilmorin, Editions Glénat  (ISBN 9782723448109)
- 2003 : Mandala mountain, eine Reise zum Kailash, avec Benoit de Vilmorin, Éditions Frederking & Thaler (de)  (ISBN 3894056371)

### Reportages / illustrations / photos / chroniqueur
- 2000-2015 : Vanity Fair - AR - Inexploré - Canopé - MilK (magazine) - CULTE(S) - VSD - Grands Reportages (magazine) - Télécâble Sat Hebdo - GEO -  L'Œil - AVENTURE - Maison de la Chine - ROAD NEWS - SOUS LE SIGNE DE L'AVENTURE…

### Filmographie
- 5 000 km de Téhéran à Istanbul, Lernidee tran and cruises 3 min, teaser promotionnel
- Les aventures d’un gentleman voyageur, 117 jours autour du monde, 5 × 52 min, Night and day production. France 5, Voyage
  - Épisode #1 : En route vers le nouveau monde, coréalisé avec Laurent Chalet
  - Épisode #2 : La traversée du Pacifique, coréalisé avec Jérôme Maison
  - Épisode #3 : Les dragons de la mer de Chine, coréalisé avec Jérôme Maison
  - Épisode #4 : L’Océan Indien, la route des épices, coréalisé avec Jérôme Maison
  - Épisode #5 : La route des civilisations, coréalisé avec Jérôme Maison
- 2011 : A tree of life, coréalisé avec Antonin Stahly, 15 min. Les intouchables
- 2011 : Les Flammes de Pierre, 5 × 8 min, films d’animation, Canopy, Parc régional des Pyrénées
- 2010 : La Montagne magique, sur les chemins du Kailash, coréalisé avec Florence Tran, 52 min, Sombrero & co. France 5, Voyage, TV5 Monde
- 2009 : Aux portes du Tibet, 2 × 26 min. Gédéon Programmes. Voyage

### Direction artistique

#### Films documentaires
- 2015 : Carter Vs Lacaud, France 5 / Bo Travail. Sylvie Deleule. 52 min
- 2015 : Objectif Mont Blanc, Arte / Grand Angle. Vincent Perizio. 90 min
- 2014 : La véritable histoire du radeau de la Méduse, Arte / Grand Angle. Herlé Jouon. 90 min
- 2013 : Tempêtes, France 3 Thalassa / Agence CAPA. Nicolas Cennac, Jérôme Mignard. 90 min

#### Conception - Beaux livres
- 2014 : Yoga, 100 postures, Hachette. Mika de Brito
- 2010 : Himalayas, Actes Sud. Priscilla Telmon
- 2007 : Nos amis les Terriens, Télémaque. Bernard Werber
- 2006 : Les grands peintres du XXe siècle, Édition du Chêne. Jean-Louis Ferrier et Yann Le Pichon
- 2003 : Afghanistan, Visions d’un partisan, éditions Transboréal. Stéphane Allix

### Divers
- 2006 - 2007 : Directeur de création et cofondateur de l’agence Paper&Skin
- 2004 - 2006 : Agence DDB Paris, directeur artistique. Audi, Rossignol, Castorama
- 2000 - 2001 : Société des Explorateurs Français, directeur artistique antenne Afghane de la SEF à Kaboul
- 1990 - 2005 : Directeur artistique, illustrateur, concepteur graphiste, artiste free lance. RHCOM, La compagnie bancaire, Chemin Faisant, TBWA, Janvier, Artcurial…

### Distinctions
- 2007 : Prix Thomas Allix des explorateurs attribué par la Société de géographie[5]
- 2011: Prix spécial du jury pour La Montagne magique, sur les chemins du Kailash, au festival international du film d’aventure de Dijon[6]
- 2012 : Prix de la réalisation et de la Technique pour La Montagne magique, sur les chemins du Kailash, au festival international du film d’aventure de Val d’Isère[5]
- 2013 : Prix spécial du jury pour La Montagne magique, sur les chemins du Kailash, au festival international du film d’archéologie de Rovereto (Italie)[7]